# REC 2
Rec 2 nebo také [REC]² je španělský hororový film z roku 2009, v pořadí 2. díl v úspěšné španělské hororové sérii REC. Režiséry, stejně jako v předchozím díle, jsou Paco Plaza a Jaume Balagueró.
V USA, kde se točil remake předchozího dílu REC, bylo také natočeno pokračování, které je však dějově odlišné od filmu REC 2. Film tedy žádný remake nemá.

## Děj
Činžovní dům je stále uvalen pod karanténou a vnitřek budovy je stále izolován. Do nebezpečného domu je vyslána speciální jednotka, která má za úkol doprovázet Dr. Owena, pracujícího pro ministerstvo, který se chce o situaci něco víc dozvědět. Po vstupu do domu se ale ukáže, že zmiňovaná infekce není přenosná vzduchem a celá akce má být tajná. Později se také ukáže, že Dr. Owen není z ministerstva, ale kněz snažící se získat protilátku, kterou lze dostat jen z krve dívky Tristany Medeiros posedlé démonem. Ta, vychrtlá nacházející se v podkroví, dokáže přes nakažené v budově s Dr. Owenem komunikovat. Ten ovšem používá kříž jako zbraň, díky kterému dokáže nakažené částečně ovládnout a komunikovat přes ně s dívkou. Po několika bojích se objeví také Ángela, reportérka z předchozího dílu, která z podkroví unikla. Všichni vyžadují jenom jediné. Dostat se z budovy dřív, než se všichni stanou jedněmi z nakažených. To jim ale Dr. Owen nedovolí dřív, než nesplní úkol. Je jen otázkou času, kdy se povede krev dívky či dívku samotnou najít. Ángela si je o její existenci naprosto jistá, což povede k vydání se do podkroví za ní. V bytě jsou ale bez kamery s nočním režimem ztraceni. Drží se věty, kterou vyslovila dívka pomocí jednoho z nakažených: „Světlo nám nedovoluje vidět cestu“, kdy s nočním režimem lze dívku Medeiros nalézt.